# Scoglio Collins
Lo scoglio Collins (in inglese Collins Rock) è un piccolo scoglio antartico facente parte dell'arcipelago Windmill.
Localizzato ad una latitudine di 66° 16' sud e ad una longitudine di 110°33' est nella parte sud-orientale della baia Newcomb, è stato mappato per la prima volta mediante ricognizione aerea durante l'operazione Highjump e l'operazione Windmill, negli anni 1947-1948.